# La Eduvigis
La Eduvigis är en ort i Argentina.   Den ligger i provinsen Chaco, i den nordöstra delen av landet, 900 km norr om huvudstaden Buenos Aires. La Eduvigis ligger 70 meter över havet och antalet invånare är 3 816.
Terrängen runt La Eduvigis är mycket platt. Runt La Eduvigis är det mycket glesbefolkat, med 7 invånare per kvadratkilometer.. La Eduvigis är det största samhället i trakten.
I omgivningarna runt La Eduvigis växer huvudsakligen savannskog.